# Eurocoelotes anoplus
Eurocoelotes anoplus är en spindelart som först beskrevs av Kulczynski 1897.  Eurocoelotes anoplus ingår i släktet Eurocoelotes och familjen mörkerspindlar. Inga underarter finns listade i Catalogue of Life.